# Siderno
Siderno is een gemeente in de Italiaanse provincie Reggio Calabria (regio Calabrië) en telt 17.371 inwoners (31-12-2004). De oppervlakte bedraagt 31,5 km², de bevolkingsdichtheid is 584.8 inwoners per km².
De volgende frazioni maken deel uit van de gemeente: Donisi, Vennerello, Mirto, Campo, Lucis, Zammariti, Pellegrina, Arona, San Filippo, Leone, Grappidaro, Gonia.

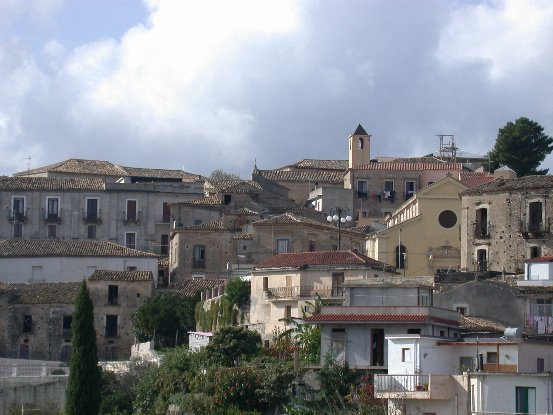
Siderno
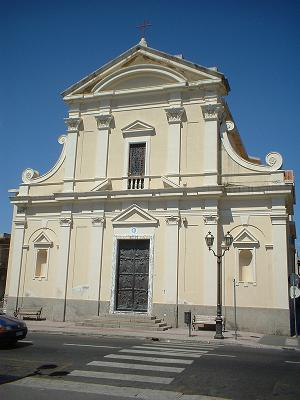
Kerk van Siderno
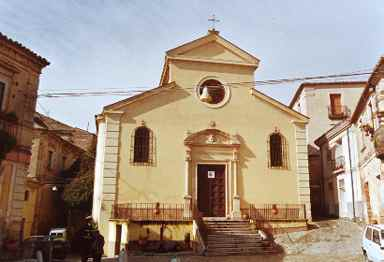
Kerk San Nicola
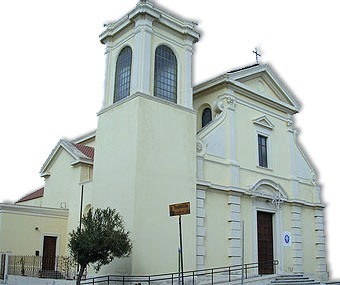
Kerk Santa Maria dell'Arco
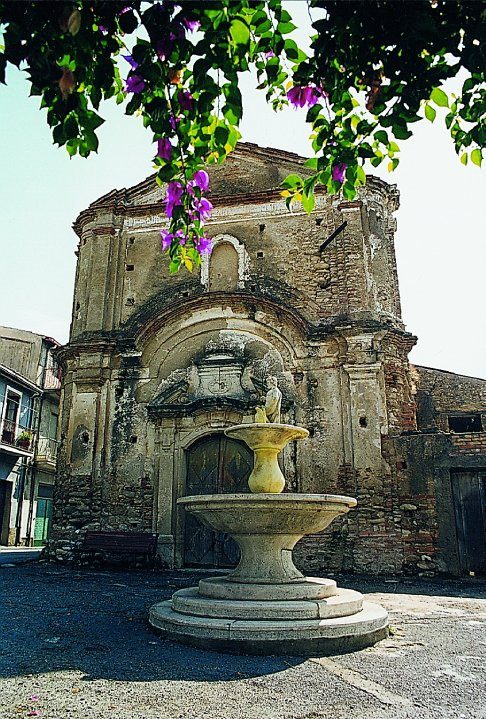
Siderno Superiore
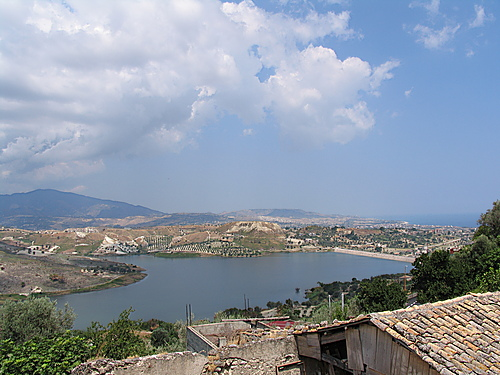

## Demografie
Siderno telt ongeveer 5764 huishoudens. Het aantal inwoners steeg in de periode 1991-2001 met 2,8% volgens cijfers uit de tienjaarlijkse volkstellingen van ISTAT.
| Jaar | Inwoneraantal |
| ---- | ------------- |
| 1991 | 16.274        |
| 2001 | 16.734        |

## Geboren
- Cosimo Bolognino (1959), voetbalscheidsrechter

## Geografie
De gemeente ligt op ongeveer 4 m boven zeeniveau.
Siderno grenst aan de volgende gemeenten: Agnana Calabra, Gerace, Grotteria, Locri, Mammola.